# Aeolus (software)
Aeolus je open-source software pro správu virtuálních strojů v cloudech. Může spouštět virtuální počítače na řadě různých cloudových systémů, jak soukromých (Eucalyptus (software), RHEV, VMware vSphere atd.), tak veřejných (Amazon EC2, Rackspace…). Je napsán v jazyce Ruby a běží na operačním systému GNU/Linux. Vývoj softwaru Aeolus je sponzorován firmou Red Hat.
Aeolus se skládá ze čtyř nástrojů:
- Aeolus Conductor – spravuje přístup uživatelů k prostředkům cloudů a jejich používání, ovládá instance v cloudech.
- Aeolus Composer – generuje cloudově specifické obrazy z generických šablon.
- Aeolus Orchestrator – organizovaně spravuje skupiny instancí.
- Aeolus HA Manager – zajišťuje vysokou dostupnost instancí a jejich skupin.